# Chaumont, Haute-Marne
Chaumont este o comună în departamentul Haute-Marne din nord-estul Franței. În 2009 avea o populație de 23.411 de locuitori.

## Evoluția populației
| An        | 1975   | 1982   | 1990   | 1999   | 2006   | 2009   |
| --------- | ------ | ------ | ------ | ------ | ------ | ------ |
| Populație | 27.226 | 27.554 | 27.041 | 25.996 | 24.357 | 23.411 |

Chaumont este un oraș în Franța, prefectura departamentului Haute-Marne, în regiunea Champagne-Ardenne. 